# Comuna Człuchów
Comuna Człuchów (poloneză gmina Człuchów) este o comună rurală din powiat-ul człuchowski, voievodatul Pomerania, din partea septentrională a Poloniei. Sediul administrativ, orașul Człuchów, are statutul de comună urbană și nu aparține comunei. Conform datelor din 2005 comuna avea 10.134 de locuitori. Întreaga suprafață a comunei Człuchów este 361,65 km².
În comuna sunt 22 de sołectwo-uri: Barkowo, Biskupnica, Brzeźno, Bukowo, Chrząstowo, Czarnoszyce, Dębnica, Dobojewo, Ględowo, Jaromierz, Jęczniki Wielkie, Kołdowo, Krępsk, Mosiny, Nieżywięć, Polnica, Rychnowy, Sieroczyn, Skarszewo, Stołczno, Wierzchowo și Wierzchowo-Dworzec. Învecinează cu patru comune ale powiat-ului człuchowski (Przechlewo, Rzeczenica, Czarne și Debrzno), trei comune ale powiat-ului chojnicki (Chojnice, Konarzyny și orașul Chojnice) și o comună a powiat-ului sępoleński din voievodatul Cuiavia și Pomerania (Kamień Krajeński.
Înainte de reforma administrativă a Poloniei din 1999, comuna Człuchów a aparținut voievodatului Słupsk.